# Représentations diplomatiques de la Guinée

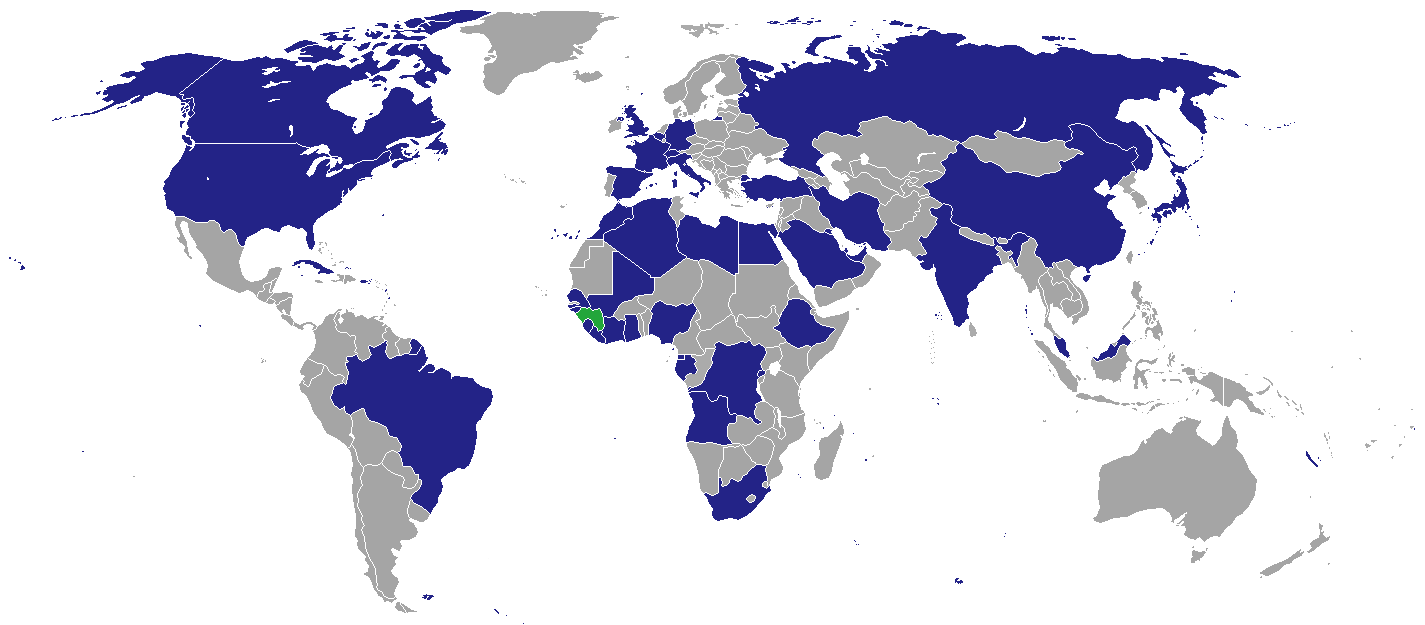
Pays avec des représentations diplomatiques guinéennes.

Cette liste comprend les représentations diplomatiques de la Guinée, à l'exclusion des consulats honoraires. 
Les relations de la Guinée avec d'autres pays, y compris avec ses voisins ouest-africains, se sont régulièrement améliorées depuis 1985. La Guinée a rétabli ses relations avec la France et l'Allemagne en 1975, et avec la Côte d'Ivoire et le Sénégal voisins en 1978.

## Afrique
- Afrique du Sud
  - Pretoria (ambassade)
- Algérie
  - Alger (ambassade)
- Angola
  - Luanda (ambassade)
- Côte d'Ivoire
  - Abidjan (ambassade)
- Égypte
  - Le Caire (ambassade)
- Éthiopie
  - Addis-Abeba (ambassade)
- Gabon
  - Libreville (ambassade)
- Ghana
  - Accra (ambassade)
- Guinée-Bissau
  - Bissau (ambassade)
- Guinée équatoriale
  - Malabo (ambassade)
- Liberia
  - Monrovia (ambassade)
- Libye
  - Tripoli (ambassade)
- Mali
  - Bamako (ambassade)
- Maroc
  - Rabat (ambassade)
- Nigeria
  - Abuja (ambassade)
- République démocratique du Congo
  - Kinshasa (ambassade)
- Rwanda
  - Kigali (ambassade)
- Sénégal
  - Dakar (ambassade)
- Sierra Leone
  - Freetown (ambassade)

## Amérique
- Brésil
  - Brasilia (ambassade)
- Canada
  - Ottawa (ambassade)
- Cuba
  - La Havane (ambassade)
- États-Unis
  - Washington (ambassade)

## Asie
- Arabie saoudite
  - Riyad (ambassade)
  - Djeddah (consulat général)
- Chine
  - Pékin (ambassade)
- Émirats arabes unis
  - Abu Dhabi (ambassade)
- Inde
  - New Delhi (ambassade)
- Iran
  - Téhéran (ambassade)
- Japan
  - Tokyo (ambassade)
- Koweït
  - Koweït ville (ambassade)
- Malaisie
  - Kuala Lumpur (ambassade)
- Qatar
  - Doha (ambassade)
- Turquie
  - Ankara (ambassade)

## Europe
- Allemagne
  - Berlin (ambassade)
- Belgique
  - Bruxelles (ambassade)
- Espagne
  - Madrid (ambassade)
- France
  - Paris (ambassade)
- Italie
  - Rome (ambassade)
- Royaume-Uni
  - Londres (ambassade)
- Russie
  - Moscou (ambassade)
- Serbie
  - Belgrade (ambassade)
- Suisse
  - Genève (ambassade)
- Vatican
  - Rome (ambassade)[note 1]

## Organisations internationales
- ONU
  - New York (délégation)

## Galerie

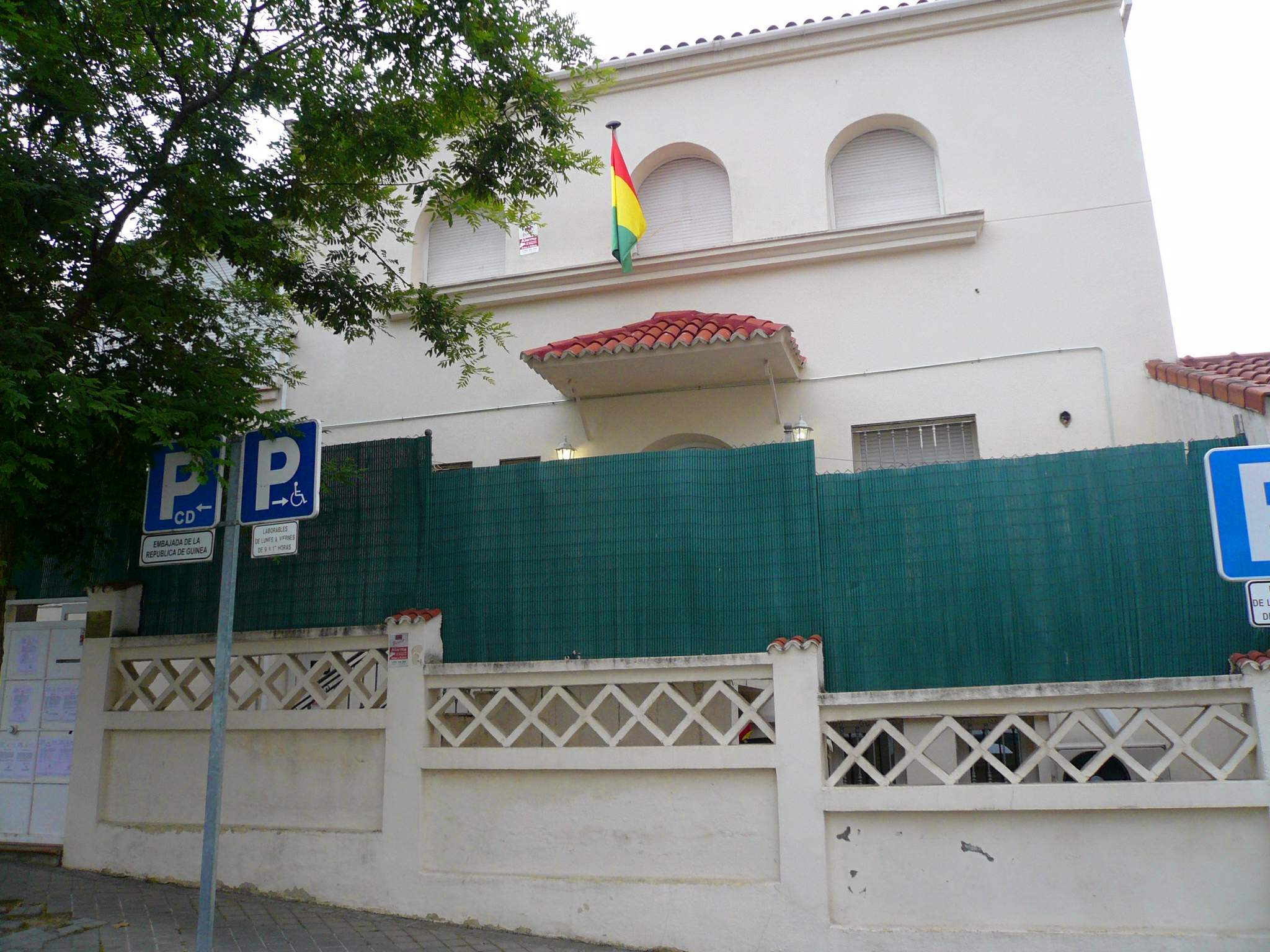
Ambassade à Madrid.
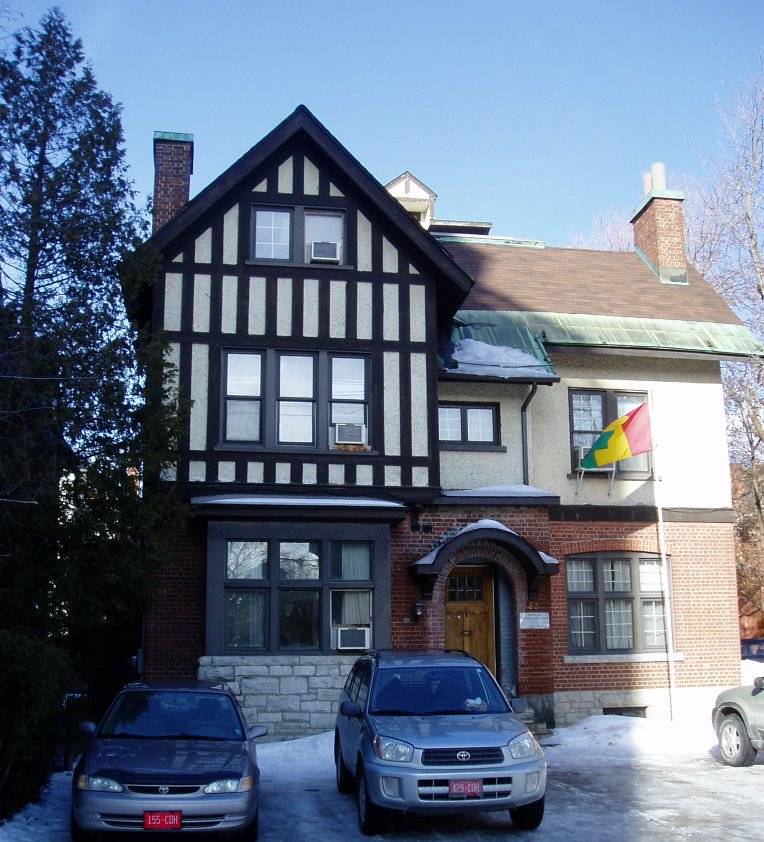
Ambassade à Ottawa.
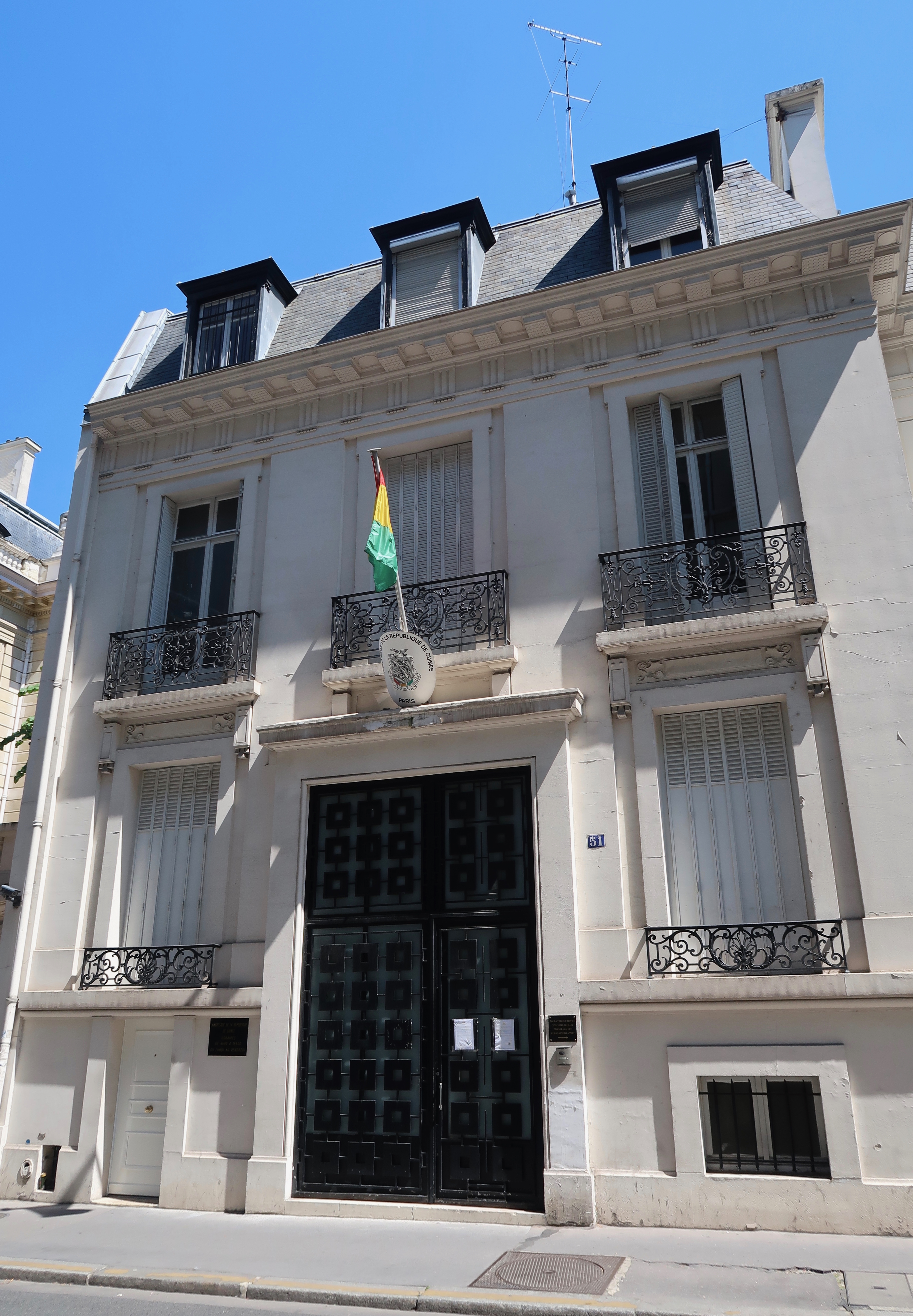
Ambassade à Paris.
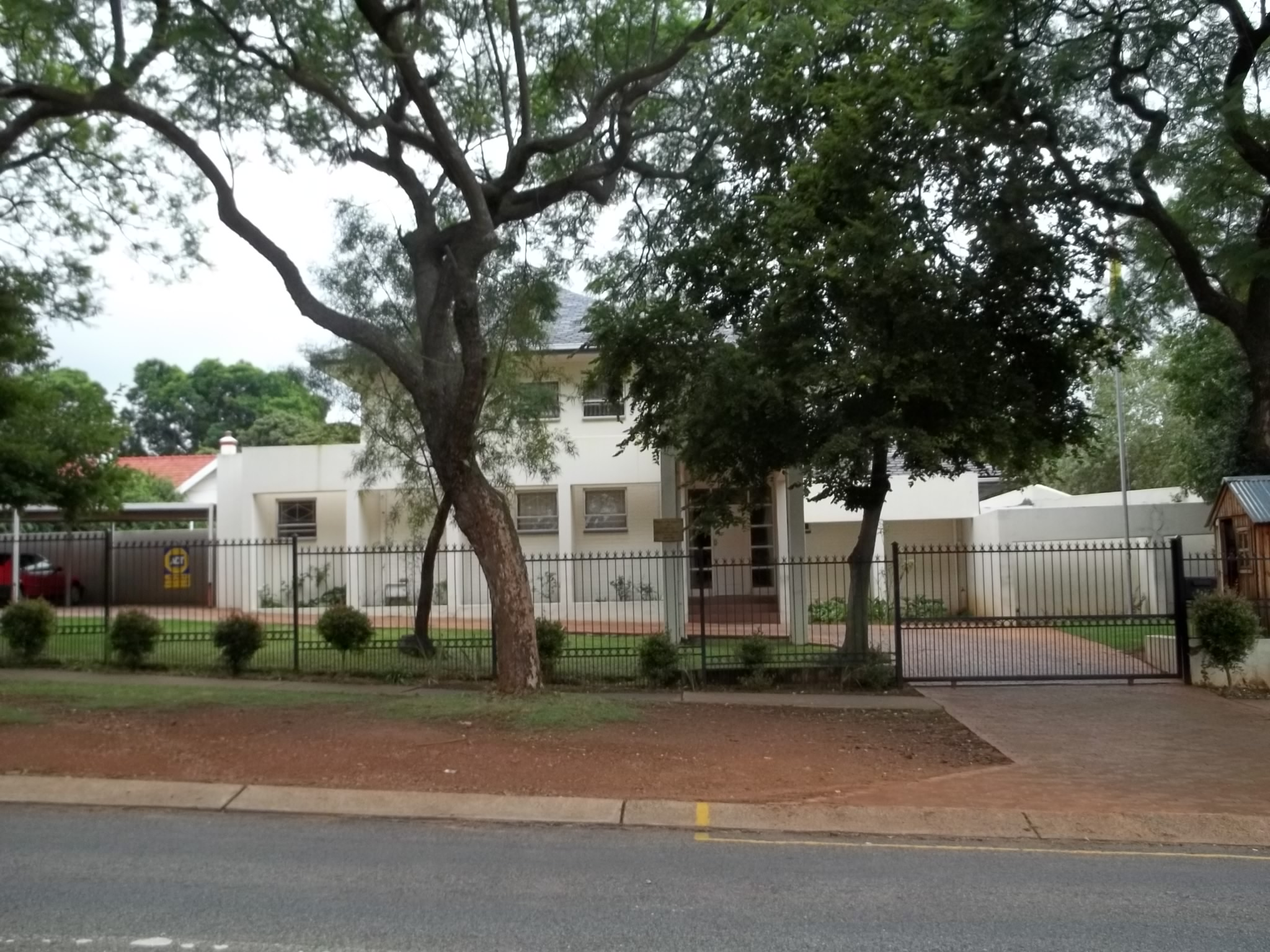
Ambassade à Pretoria.
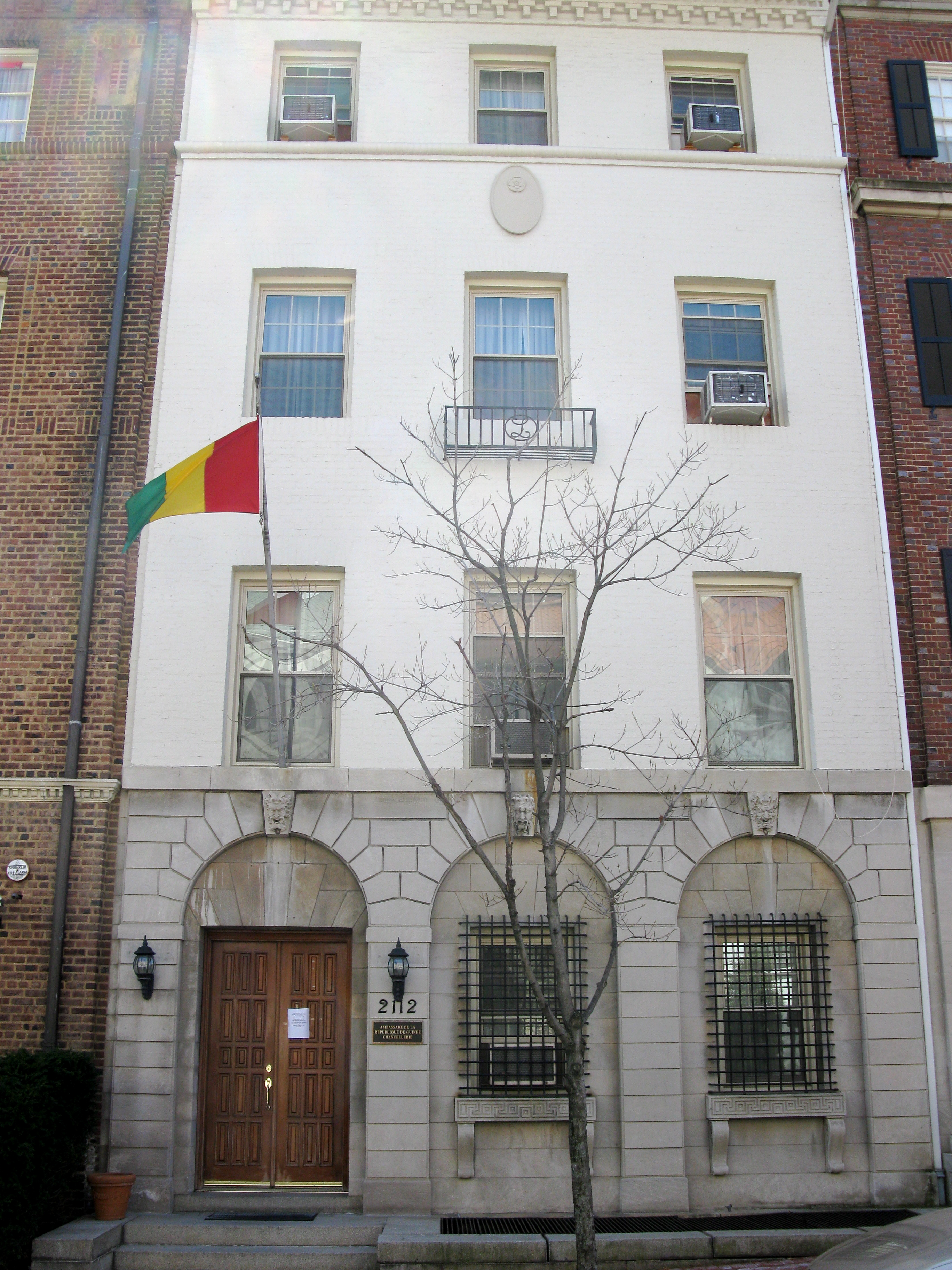
Ambassade à Washington.